# Antrocephalus townesi
Antrocephalus townesi är en stekelart som beskrevs av T.C. Narendran 1989. Antrocephalus townesi ingår i släktet Antrocephalus och familjen bredlårsteklar. Inga underarter finns listade i Catalogue of Life.